# Регуляторная гильотина
«Регуляторная гильотина» — инструмент масштабного пересмотра и отмены нормативных правовых актов, негативно влияющих на общий бизнес-климат и регуляторную среду в России.
Данная государственная инициатива началась с отмены 30 002 нормативных актов 1 января 2021 года. Под отмену попали нормативные документы, начиная с первых декретов советской власти и до норм современного регулирования. В этот процесс вовлечён 21 орган власти, осуществляющий нормативно-правовое регулирование, 33 органа власти реализующих контрольно-надзорные функции. Для реализации реформы сформированы 43 отраслевые рабочие группы, к работе в которых помимо чиновников привлечены все заинтересованные стороны — представители предпринимательского, экспертного и научного сообществ.

## Цели и задачи
Целью реализации регуляторной гильотины является тотальный пересмотр обязательных требований, в соответствии с которым нормативные акты и содержащиеся в них обязательные требования должны быть пересмотрены с широким участием предпринимательского и экспертного сообществ.
Активное распространение «регуляторной гильотины», включая появление особого подхода к ее реализации, название которого даже стало зарегистрированной торговой маркой команды «Джейкобс и партнеры», происходило в конце 1990-х — начале 2000-х гг. Но этому предшествовали не только программы сокращения административных барьеров (red tape cutting, simplification), но и два десятилетия применения механизмов так называемого временного регулирования (нормотворчества с истекающим сроком действия) — норм «заходящего солнца» (sunset legislation) и положений о пересмотре регулирования (evaluation clauses).
Задача «гильотины» — создать в сферах регулирования новую систему понятных и четких требований к хозяйствующим субъектам, снять избыточную административную нагрузку на субъекты предпринимательской деятельности, снизить риски причинения вреда (ущерба) охраняемым ценностям.
В соответствии с поручением Президента, в рамках его послания Федеральному Собранию, Правительству Российской Федерации необходимо обеспечить отмену с 1 января 2021 г. всех нормативных правовых актов, устанавливающих требования, соблюдение которых подлежит проверке при осуществлении государственного контроля (надзора), и введение в действие новых норм, содержащих актуализированные требования, разработанных с учетом риск-ориентированного подхода и современного уровня технологического развития в соответствующих сферах (подпункт «б» пункта 3 перечня поручений Президента Российской Федерации (№ Пр-294 от 26 февраля 2019 года) по реализации Послания Президента Российской Федерации Федеральному Собранию Российской Федерации от 20 февраля 2019 года).

## Реализация
Работа по реализации «регуляторной гильотины» проводится в соответствии с утвержденной Правительством Российской Федерации «дорожной картой» с обязательным привлечением всех заинтересованных сторон — представителей предпринимательского, экспертного, научного сообществ.
В рамках исполнения пункта 2 Дорожной карты Минэкономразвития является ответственным за разработку проекта Федерального закона «Об обязательных требованиях в Российской Федерации», который призван определить понятие обязательного требования, регламентировать процесс разработки и принятия таких требований, установить цели и основные принципы их закрепления в законодательстве, обеспечить закрепление на законодательном уровне механизма отмены с 1 января 2021 г. ранее действовавших обязательных требований.
В целях реализации реформы Подкомиссией по совершенствованию контрольных (надзорных) и разрешительных функций федеральных органов исполнительной власти утверждены составы 41 рабочей группы по реализации механизма «регуляторная гильотина».
Деятельность рабочих групп будет направлен на участие в формировании новых структур регулирования, подготовке проектов нормативных правовых актов, содержащих обязательные требования, а также других документов в соответствующих сферах общественных отношений.
По данным Аналитического центра при Правительстве РФ, в результате реформы было отменено больше 11 тыс. нормативных актов; из них 8 тыс. актов приняты еще в советское время. Тем самым отменено порядка 143 тыс. обязательных требований (это составило треть от идентифицированного массива), однако какова экономическая величина соблюдения оставшихся норм, осталось не посчитанным.

## Рабочие группы
Список приведён по состоянию на 18 января 2021 года.
1. Автомобильный транспорт
2. Азартные игры и лотереи
3. Безопасность донорской крови
4. Безопасность дорожного движения
5. Водный транспорт
6. Воздушный транспорт
7. Драгоценные металлы и камни
8. Железнодорожный транспорт
9. Животноводство и растениеводство
10. Здравоохранение
11. Земля и недвижимость
12. Интеллектуальная собственность
13. Коллекторская деятельность
14. Контрольно-кассовая техника
15. Культура
16. Лесное хозяйство
17. Метеорология
18. Миграция
19. Обеспечение единства измерений
20. Образование
21. Оружие, боеприпасы, пиротехнические изделия
22. Оценка соответствия
23. Пожарная безопасность, гражданская оборона и чрезвычайные ситуации
24. Полиграфическая продукция
25. Производство и оборот алкогольной продукции
26. Промышленная безопасность
27. Развитие конкуренции
28. Реклама
29. Рыболовство
30. Саморегулируемые организации аудиторов
31. Саморегулируемые организации сельскохозяйственных кооперативов
32. Санитарно-эпидемиологическое благополучие
33. Связь и информационные технологии
34. Социальное обслуживание
35. Средства массовой информации
36. Строительство и жилищно-коммунальное хозяйство
37. Торговля и защита прав потребителей
38. Транспортная безопасность
39. Трудовые отношения и охрана труда
40. Туризм
41. Фармацевтика и медицинские изделия
42. Экология и природопользование
43. Энергетика

## Анонс инициативы
Впервые о регуляторной гильотине 15 января 2019 года рассказал в своём выступлении премьер-министр Дмитрий Анатольевич Медведев, во время проходившего Гайдаровского форума. В качестве примера устаревшего и избыточного регулирования премьер-министр привёл требование к организациям общественного питания, которое содержит рецепт омлета:

Есть требование — оно сохраняется — к организациям общественного питания по высоте смеси яиц при приготовлении омлета. Причём, это дословно звучит таким образом: «При приготовлении омлета смесь яйца с другими компонентами выливают на смазанный жиром противень или порционную сковороду слоем 2-3 см, ставят в жарочный шкаф с температурой 180—200 градусов на 8-10 минут». Иначе жарить нельзя, пометьте себе.
Владимир Путин также высказался в интервью «20 вопросов Владимиру Путину» о необходимости реализации данного проекта.

Взять и рубануть сразу — очень опасно, но оставлять так, как есть, невозможно, поэтому в течение этого года правительство будет усиленно заниматься этими вопросами.